# تور تی۱
تور تی۱ (انگلیسی: Tour T1) آسمان‌خراش اداری ۳۷ طبقه متعلق به شرکت انژی اس.ای. و مستقر در لا دفانس، فرانسه است، که پروژه ساخت آن در سال ۲۰۰۵ آغاز شد و در سال ۲۰۰۸ به بهره‌برداری رسید.